# Andrenosoma phoenicogaster
Andrenosoma phoenicogaster är en tvåvingeart som först beskrevs av Hermann 1912.  Andrenosoma phoenicogaster ingår i släktet Andrenosoma och familjen rovflugor.
Artens utbredningsområde är Bolivia. Inga underarter finns listade i Catalogue of Life.